# Olbia Challenger 2005
L'Olbia Challenger 2005 è stato un torneo di tennis facente parte della categoria ATP Challenger Series nell'ambito dell'ATP Challenger Series 2005. Il torneo si è giocato a Olbia in Italia dall'11 al 17 aprile 2005 su campi in terra rossa.

## Vincitori

### Singolare
Tomas Behrend ha battuto in finale  Alessio Di Mauro con il punteggio di 6–1, 4–6, 7–5

### Doppio
Massimo Bertolini /  Uros Vico hanno battuto in finale  Alessio Di Mauro /  Tomas Tenconi con il punteggio di 6–4, 6–4